# Jurgis Šaulys

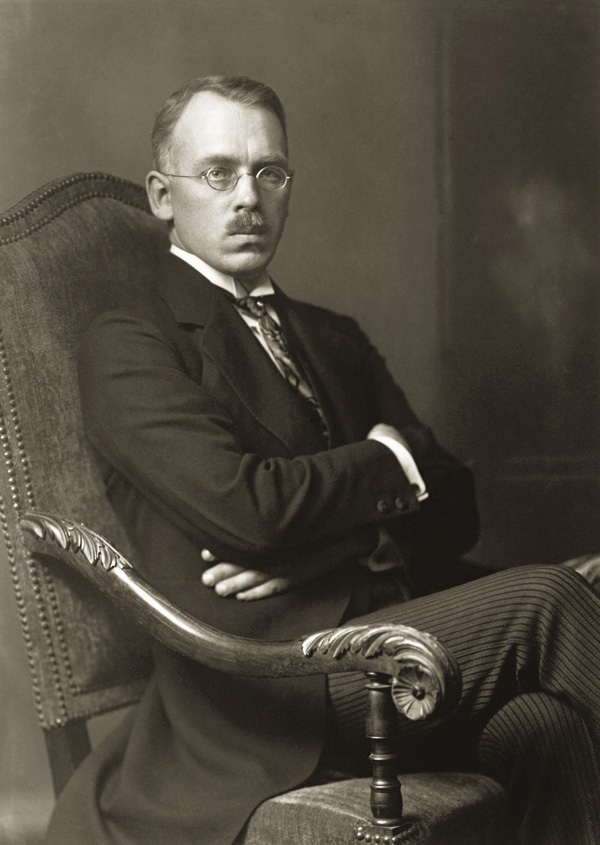
Jurgis Šaulys

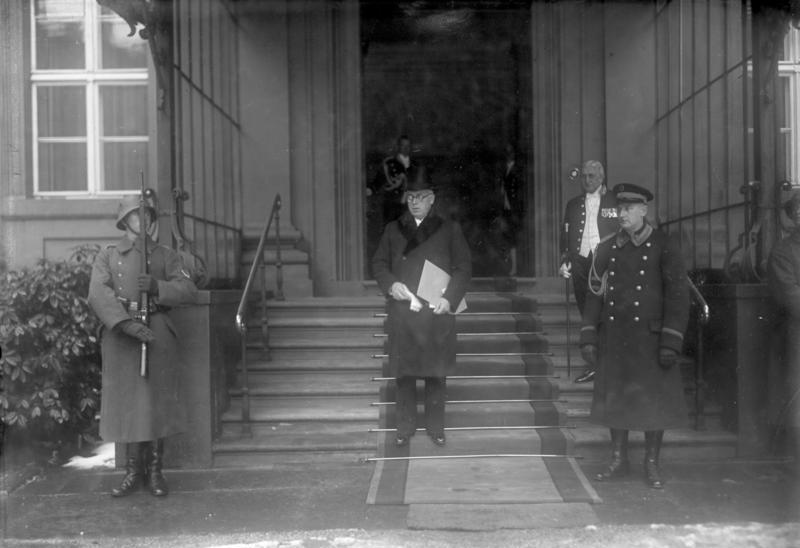
Jurgis Šaulys, Amtsantritt des litauischen Gesandten, 1931

Jurgis Šaulys (* 5. Mai 1879 in Balsėnai, Wolost Švėkšna, Bezirk Tauragė, jetzt Rajongemeinde Klaipėda; † 18. Oktober 1948 in Lugano) war ein litauischer Politiker und Diplomat.

## Leben
Ab 1887 lernte er in Kaltinėnai bei Šilalė, danach in Palanga, von 1897 bis 1899 im Priesterseminar Vilnius. Aus dem Seminar wurde er aber entlassen wegen der Haltung und Verbreitung der litauischen Presse während des russischen Verbots von 1864 bis 1904. Ab 1903 studierte er die Wirtschaft an der Universität Bern, wo er 1912 in Philosophie promovierte. 1917 wurde er in der Konferenz Vilnius zum Lietuvos Taryba ausgewählt. Dort war er Generalsekretär und erster stellvertretender Vorsitzender. Von 1918 bis 1923 und von 1927 bis 1946 arbeitete er als Diplomat. Er war Gesandter in Berlin (1918–1919 und 1931–1938), Schweiz (1919, 1939–1946), Italien (1921–1923), Vatikan (1927–1931), Polen (1938–1939).
Er war bis 1904 Mitglied der Lietuvos demokratų partija.
Seit 1933 war er mit der Opernsängerin Mafalda Salvatini verheiratet.